# Col de Sir Lowry
Le col de Sir Lowry, en anglais Sir Lowry's Pass, est un col de montagne routier dans la province du Cap-Occidental en Afrique du Sud. Il relie par les monts Hottentots-Holland la ville côtière de Somerset West, à l'ouest, et la ville de Grabouw, à l'est. La route du col fut construite de 1943 à 1951.

## Géographie
Le col est passé par la route nationale 2, une route à quatre voies. Il s'agit de la route côtière principale entre Le Cap et la Garden Route. Le lieu est un « point noir » en termes d'accidents routiers. Un chemin de fer passe également le col.

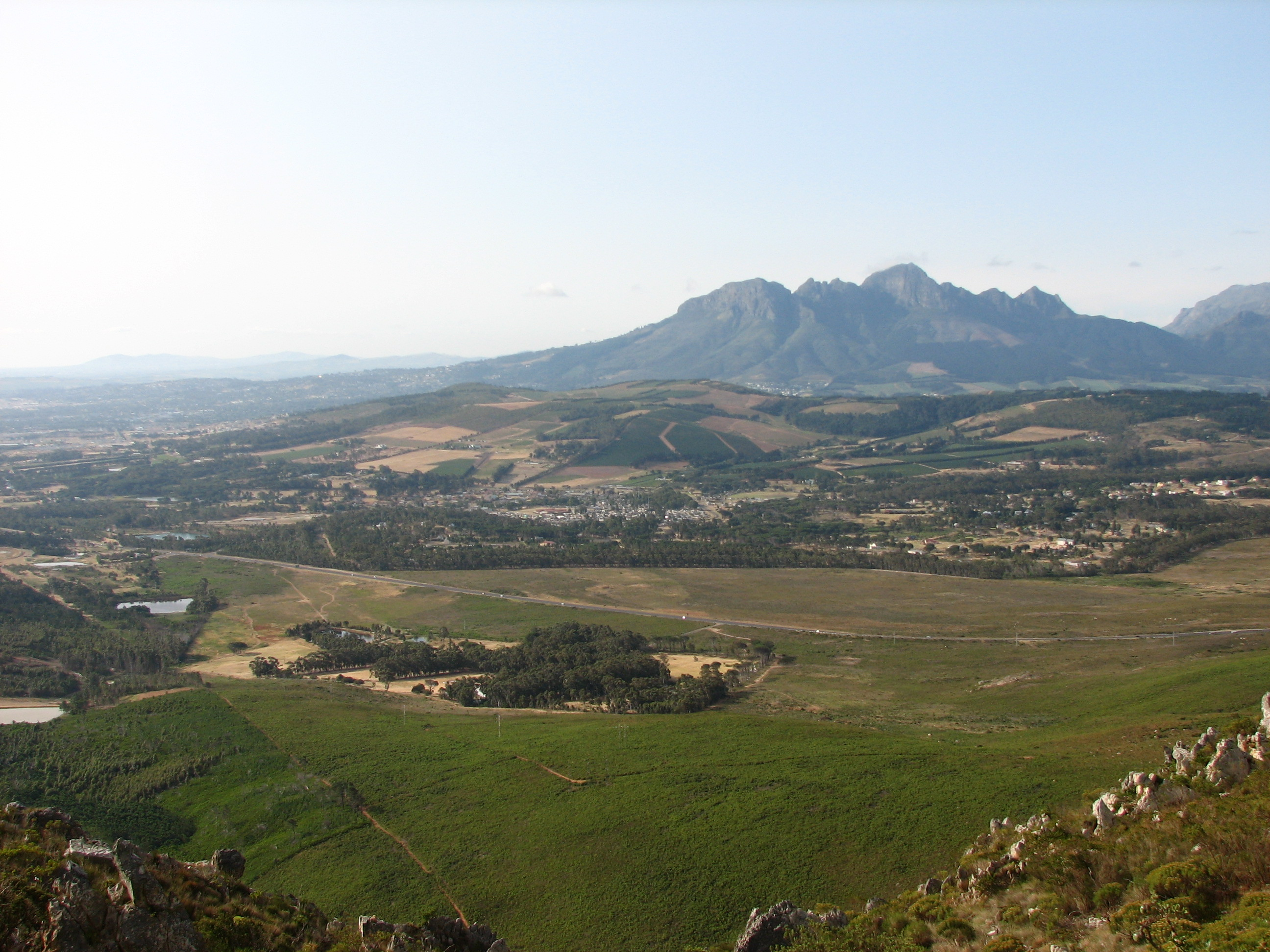
Vue du col de Sir Lowry vers Somerset West et Helderberg.

Le lieu offre une vue vers le sud et la ville de Somerset West. Il sert aussi de lieu de départ pour parapentes. Des babouins peuvent souvent être observés dans les environs. Le sommet est le point de départ du Boland Hiking Trail, un parcours d'alpinisme, fermé dans cette partie à la suite de plusieurs accidents mortels dans des conditions défavorables. Sur la face de Grabouw, la route passe à proximité du barrage de Steenbras.

## Histoire
Le passage de la montagne par ce lieu était déjà connu des Khoïs sous le nom de Gantouw ou col de l'Éland, et servait de route d'approvisionnement. Les colons hollandais et anglais construisirent un chemin au col depuis les Cape Flats appelé col Hottentots Holland Kloof d'après le chemin du Gantouw. Le premier passage connu date de 1664 et, en 1821, le col enregistrait environ 4 500 passages de chars à bœufs par an vers l'intérieur, mais la route était tellement mauvaise qu'environ 20 % étaient endommagés. Les ornières laissées dans la roche peuvent toujours être observées et ont été déclarées Monument national en 1958,.
À partir de 1828, une nouvelle route fut créée sur le même itinéraire par l'ingénieur Charles Michell, qui utilisa la main-d'œuvre du travail obligatoire. Le nouveau col fut inauguré le 6 juillet 1830, et il fut nommé d'après Galbraith Lowry Cole, le gouverneur de la Colonie du Cap de l'époque. Dans les années 1930, le col fut élargi et sécurisé ; il fut encore amélioré dans les années 1950 et, en 1984, il fut élargi pour y construire une route à quatre voies.

## Source
(en) Graham Ross, The Romance of Cape Montain Passes, Le Cap, David Philip, 2002, 224 p. (ISBN 978-0-86486-663-9) 